# 明火烹饪

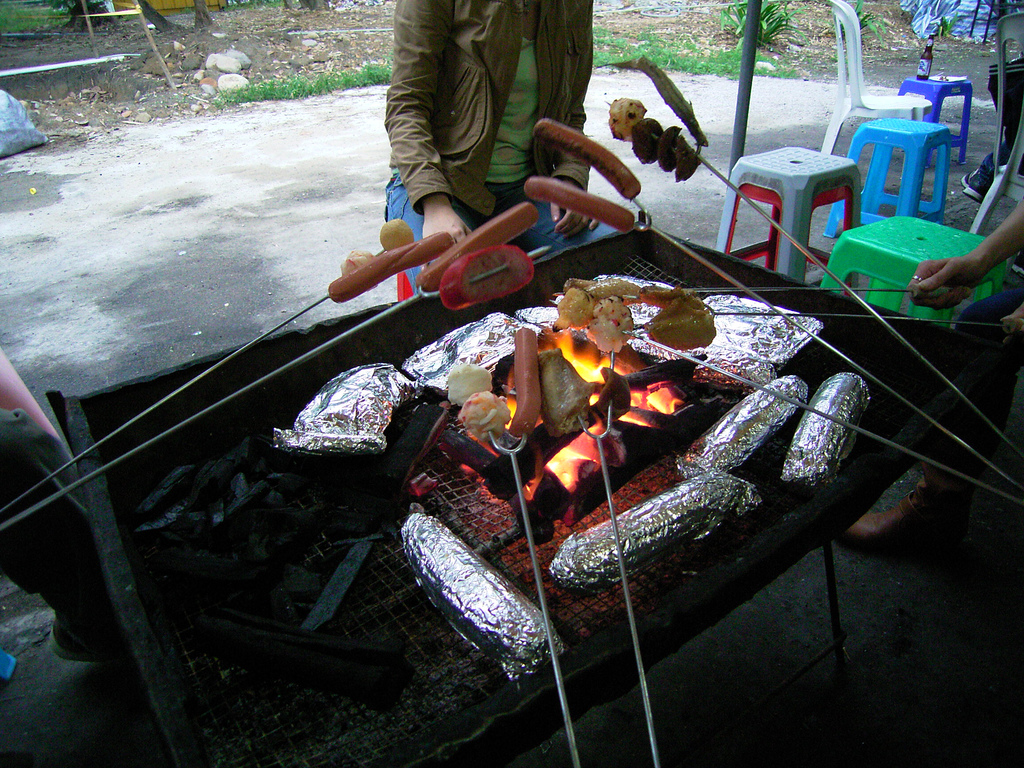
炭燒是明火烹饪之一例

明火烹饪，是指需要使用火或氣體的烹饪方法，其定義十分廣泛。與現時部份人士所提倡的「無火烹饪」（又稱「電能烹饪」）方法相對。在中國古代傳說中，明火烹饪是起源於遠古時代的原始部落之一‘燧人氏’所發明的「鑽木取火」。
由無火烹饪支持者分析，明火烹饪的熱力非直接完全傳送給食物，所以比較浪費能量。即是說，無火烹饪例如微波爐加熱比較有效。如此辯論的背後，是煤氣公司與電力公司的市場佔有率之競爭。

## 燃料
- 煤氣
- 炭
- 木柴